# Haruki Uemura
Haruki Uemura –en japonés, 上村 春樹– (Uki, 14 de febrero de 1951) es un deportista japonés que compitió en judo.
Participó en los Juegos Olímpicos de Montreal 1976, obteniendo una medalla de oro en la categoría abierta. Ganó dos medallas en el Campeonato Mundial de Judo en los años 1973 y 1975.

## Palmarés internacional
| Juegos Olímpicos   | Juegos Olímpicos  | Juegos Olímpicos | Juegos Olímpicos |
| Año                | Lugar             | Medalla          | Categoría        |
| ------------------ | ----------------- | ---------------- | ---------------- |
| 1976               | Montreal (Canadá) | Medalla de oro   | Abierta          |
| Campeonato Mundial |                   |                  |                  |
| Año                | Lugar             | Medalla          | Categoría        |
| 1973               | Lausana (Suiza)   | Medalla de plata | Abierta          |
| 1975               | Viena (Austria)   | Medalla de oro   | Abierta          |